# Çöl, Siirt
Çöl là một xã thuộc thành phố Siirt, tỉnh Siirt, Thổ Nhĩ Kỳ. Dân số thời điểm năm 2008 là 128 người.